# Récompenses des Nets de Brooklyn
Les Nets de Brooklyn sont une franchise de basket-ball américaine évoluant dans la National Basketball Association. Cet article regroupe l'ensemble des récompenses des nets de Brooklyn durant les saisons ABA et NBA.

## Titres de l'équipe

### Champion ABA
Les Nets ont gagné 2 titres de champion ABA : 1974, 1976.

### Champion de Conférence
Ils ont remporté deux titres de champion de la Conférence Est : 2002 et 2003.

### Champion de Division
Les Nets ont été 5 fois champion de leur division, une fois en ABA et à quatre reprises en NBA  : 1974, 2002, 2003, 2004, 2006.
Ces titres se répartissent en un titre de champion de division Est et quatre titres de champion de la division Atlantique.

## Titres individuels en ABA

### MVP
- Julius Erving – 1974, 1976

### MVP des Finales
- Julius Erving – 1974, 1976

### Rookie de l'année
- Brian Taylor – 1973

## Titres individuels en NBA

### Rookie de l'année
- Buck Williams – 1982
- Derrick Coleman – 1991

### Exécutif de l'année
- Rod Thorn – 2002

### J. Walter Kennedy Citizenship Award
- Wayne Ellington – 2016

### NBA Sportsmanship Award
- Patty Mills – 2022

## Hall of Fame
Onze hommes ayant joué aux Nets principalement, ou de façon significative pendant leur carrière ont été introduits au Basketball Hall of Fame (également appelé Naismith Memorial Basketball Hall of Fame).

### Joueurs
- 14 joueurs, intronisés au Hall of Fame, ont joué aux Nets principalement, ou de façon significative pendant leur carrière[8].

| Joueur          | Activité aux Nets | Activité aux Nets    | Hall of Fame        |
| Joueur          | Années            | Titres avec Brooklyn | Année intronisation |
| --------------- | ----------------- | -------------------- | ------------------- |
| Rick Barry      | 1970 - 1972       | 0                    | 1987                |
| Nate Archibald  | 1976 - 1977       | 0                    | 1991                |
| Julius Erving   | 1973 - 1976       | 2                    | 1993                |
| Bob McAdoo      | 1981              | 0                    | 2000                |
| Dražen Petrović | 1990 - 1993       | 0                    | 2002                |
| Mel Daniels     | 1976              | 0                    | 2012                |
| Bernard King    | 1977 - 1979       | 0                    | 2013                |
| Bernard King    | 1992 - 1993       | 0                    | 2013                |
| Alonzo Mourning | 2003 - 2004       | 0                    | 2014                |
| Dikembe Mutombo | 2002 - 2003       | 0                    | 2015                |
| Maurice Cheeks  | 1992 - 1993       | 0                    | 2018                |
| Jason Kidd      | 2001 - 2008       | 0                    | 2018                |
| Kevin Garnett   | 2013 - 2015       | 0                    | 2020                |
| Paul Pierce     | 2013 - 2015       | 0                    | 2021                |
| Vince Carter    | 2004 - 2009       | 0                    | 2024                |

### Entraineurs, managers et contributeurs
| Personnalité   | Activité aux Nets     | Activité aux Nets    | Activité aux Nets    | Hall of Fame        | Hall of Fame |
| Personnalité   | Années                | Titres avec Brooklyn | Fonction             | Année intronisation | Qualité      |
| -------------- | --------------------- | -------------------- | -------------------- | ------------------- | ------------ |
| Lou Carnesecca | 1970 - 1973           | 0                    | entraîneur           | 1992                | entraîneur   |
| Chuck Daly     | 1992 - 1994           | 0                    | entraîneur           | 1994                | entraîneur   |
| Larry Brown    | 1981 - 1983           | 0                    | entraîneur           | 2002                | entraîneur   |
| John Calipari  | 1996 - 1999           | 0                    | entraîneur           | 2015                | entraîneur   |
| Rod Thorn      | 1973 - 1975 1976–1978 | 2                    | entraîneur assistant | 2018                | contributeur |
| Rod Thorn      | 2000 - 2010           | 2                    | dirigeant            | 2018                | contributeur |
| Bill Fitch     | 1989 - 1992           | 0                    | entraîneur           | 2019                | entraîneur   |

## Maillots retirés
Les maillots retirés de la franchise des Nets sont les suivants :

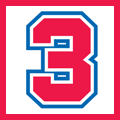
Dražen Petrović, G, 1990-1993 retiré en 1993
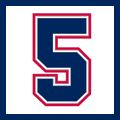
Jason Kidd, G, 2001-2008 retiré en 2013
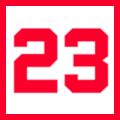
John Williamson, G, 1973-1977 retiré en 1990
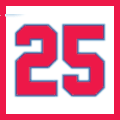
Bill Melchionni, G, 1969-1976 retiré en 1976
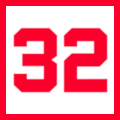
Julius Erving, F, 1973-1976 retiré en 1993
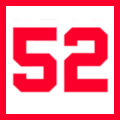
Buck Williams, F, 1980-1989 retiré en 1999

- 72 - The Notorious B.I.G, rappeur emblématique de Brooklyn, né le 21 mai 1972, a également eu son numéro retiré par la franchise.

## Récompenses du All-Star Week-End

### Sélections au All-Star Game
Liste des joueurs sélectionnés pour le All-Star Game, en tant que joueur des Nets de Brooklyn :
- Buck Williams (x3) – 1982, 1983, 1986
- Otis Birdsong – 1984
- Micheal Ray Richardson – 1985
- Kenny Anderson – 1994
- Derrick Coleman – 1994
- Jayson Williams – 1998
- Stephon Marbury – 2001
- Jason Kidd (x5) – 2002, 2003, 2004, 2007, 2008
- Kenyon Martin – 2004
- Vince Carter (x3) – 2005, 2006, 2007
- Devin Harris – 2009
- Deron Williams – 2012
- Brook Lopez – 2013
- Joe Johnson – 2014
- D'Angelo Russell – 2019
- Kevin Durant (x3) – 2021, 2022, 2023
- Kyrie Irving (x2) – 2021, 2023
- James Harden (x2) – 2021, 2022

### Coachs au All-Star Game
- Byron Scott – 2002

### Vainqueur du concours à 3 points
- Joe Harris – 2019

### Vainqueur du Skills Challenge
- Jason Kidd – 2003
- Spencer Dinwiddie – 2018

## Distinctions en fin d'année (ABA)

### All-ABA Team

#### All-ABA First Team
- Rick Barry (x2) – 1971, 1972
- Bill Melchionni – 1972
- Julius Erving (x3) – 1974–1976

#### All-ABA Second Team
- Brian Taylor – 1975

### ABA All-Defensive Team
- Mike Gale – 1974
- Brian Taylor (x2) – 1975, 1976
- Julius Erving – 1976

### ABA All-Rookie Team
- John Roche – 1972
- Jim Chones – 1973
- Brian Taylor – 1973
- Larry Kenon – 1974
- John Williamson – 1974
- Kim Hughes – 1976

## Distinctions en fin d'année (NBA)

### All-NBA Team

#### All-NBA First Team
- Jason Kidd (x2) – 2002, 2004

#### All-NBA Second Team
- Buck Williams – 1983
- Jason Kidd – 2003
- Deron Williams (x2) – 2008, 2010
- Kevin Durant – 2022

#### All-NBA Third Team
- Derrick Coleman (x2) – 1993, 1994
- Dražen Petrović – 1993
- Stephon Marbury – 2000
- Kyrie Irving – 2021

### NBA All-Defensive Team

#### NBA All-Defensive First Team
- Jason Kidd (x2) – 2002, 2006

#### NBA All-Defensive Second Team
- Buck Williams – 1988
- Jason Kidd (x4) – 2003–2005, 2007

### NBA All-Rookie Team

#### NBA All-Rookie First Team
- Bernard King – 1978
- Buck Williams – 1982
- Derrick Coleman – 1991
- Keith Van Horn – 1998
- Kenyon Martin – 2001
- Brook Lopez – 2009
- Mason Plumlee – 2014

#### NBA All-Rookie Second Team
- Chris Morris – 1989
- Kerry Kittles – 1997
- Richard Jefferson – 2002
- Nenad Krstić – 2004
- Marcus Williams – 2007
- MarShon Brooks – 2012